# Freycenet-la-Cuche

Freycenet-la-Cuche este o comună în departamentul Haute-Loire, Franța. În 2009 avea o populație de 148 de locuitori.